# Morten Jørgensen
Morten Jørgensen (Næstved, 23 de junio de 1985) es un deportista danés que compitió en remo.
Participó en tres Juegos Olímpicos de Verano, obteniendo tres medallas, oro en Pekín 2008, bronce en Londres 2012 y plata en Río de Janeiro 2016, en la prueba de cuatro sin timonel ligero.
Ganó tres medallas en el Campeonato Mundial de Remo entre los años 2009 y 2014, y dos medallas de oro en el Campeonato Europeo de Remo, en los años 2013 y 2014.

## Palmarés internacional
| Juegos Olímpicos   | Juegos Olímpicos         | Juegos Olímpicos  | Juegos Olímpicos          |
| Año                | Lugar                    | Medalla           | Prueba                    |
| ------------------ | ------------------------ | ----------------- | ------------------------- |
| 2008               | Pekín (China)            | Medalla de oro    | Cuatro sin timonel ligero |
| 2012               | Londres (Reino Unido)    | Medalla de bronce | Cuatro sin timonel ligero |
| 2016               | Río de Janeiro (Brasil)  | Medalla de plata  | Cuatro sin timonel ligero |
| Campeonato Mundial |                          |                   |                           |
| Año                | Lugar                    | Medalla           | Prueba                    |
| 2009               | Poznań (Polonia)         | Medalla de plata  | Cuatro sin timonel ligero |
| 2013               | Chungju (Corea del Sur)  | Medalla de oro    | Cuatro sin timonel ligero |
| 2014               | Ámsterdam (Países Bajos) | Medalla de oro    | Cuatro sin timonel ligero |
| Campeonato Europeo |                          |                   |                           |
| Año                | Lugar                    | Medalla           | Prueba                    |
| 2013               | Sevilla (España)         | Medalla de oro    | Cuatro sin timonel ligero |
| 2014               | Belgrado (Serbia)        | Medalla de oro    | Cuatro sin timonel ligero |